# Jean Emmanuel Ouédraogo
Jean Emmanuel Ouédraogo (Uagadugú, 26 de diciembre de 1980) es un periodista, presentador y primer ministro de Burkina Faso.
Ouédraogo fue nombrado primer ministro el 7 de diciembre de 2024, después de que el presidente Ibrahim Traoré disolvió el gobierno anterior el 6 de diciembre de 2024. Antes de convertirse en primer ministro, Ouédraogo fue ministro de Comunicación, y Cultura, Artes y Turismo.